# Landi Suisse
Landi Suisse (en allemand LANDI Schweiz AG), abrégé et stylisé LANDI ou Landi, est une société suisse active dans la distribution pour le commerce de détail filiale de la société coopérative Fenaco.

## Histoire
À partir du XIXe siècle, les agriculteurs suisses se regroupent en coopératives dans le but d'acheter à meilleur prix le matériel et les moyens de production et de revendre leur production à un prix plus élevé. À la fin de la Seconde Guerre mondiale, une grande quantité de villages en Suisse disposent de telles coopératives avec un petit magasin dans lequel les produits des sociétaires sont commercialisés. À la fin du XXe siècle, la plupart de ces coopératives fusionnent pour couvrir une étendue géographique plus importante et d'autres changent de raison sociale pour devenir des sociétés anonymes. Elles adoptent alors une identité nominale et visuelle commune et portent le nom de Landi. Parallèlement, elles se regroupent en fédération de coopératives agricoles. Ces différentes coopératives de coopératives fusionnent pour former fenaco.
Afin de faciliter l'approvisionnement des magasins et pour offrir un choix similaire dans les différents magasins Landi, en 1989, les sociétés Landi créent, par le biais de fenaco, une société de distribution à l'échelle nationale. Landi Suisse est créée.
La forme des magasins Landi est alors revue. Ils sont agrandis afin d'offrir plus de surface de vente, mais leur nombre est diminué. Au début du XXIe siècle ces réformes sont plus intenses. Entre 2000 et 2010, le nombre de magasins Landi passe de 400 à 300. La croissance du chiffre d'affaires augmente de 11,1 % cette même année à 1,1 milliard de francs suisses.
Durant l'année 2015, l'entreprise réalise un chiffre d'affaires de 1,301 milliard de francs suisses, soit une croissance annuelle de 0,6 %.
L'optimisation du rendement amène néanmoins l'entreprise à des situations paradoxales. Landi Suisse a été créée par les agriculteurs suisses pour leur permettre de valoriser économiquement leurs productions. Or, à l'automne 2015, Landi Suisse est en conflit avec Coca-Cola Suisse sur le prix d'achat de sa boisson. Landi Suisse distribue alors aux magasins Landi du Coca-Cola venant de Pologne. Toutefois, Coca-Cola Suisse achète son sucre en Suisse, produit principalement à partir des betteraves sucrières cultivée par des agriculteurs suisses. Cela provoque donc une diminution de la vente de sucre suisse. Les agriculteurs helvétiques demandent alors à Landi Suisse de régler son différend avec Coca-Cola Suisse et de vendre à nouveau sa boisson. L'affaire est réglée à la mi-octobre 2015.

## Activités
La société est principalement active dans le secteur de la distribution. Elle fournit des articles pour la vente au détail dans les magasins Landi des sociétés agricoles Landi. Elle fournit aussi bien des articles dans les secteurs alimentaire et non alimentaires. Elle fournit aussi des articles pour l'agriculture au travers de sa filiale Landi Agro. À la fin de l'année 2015, il y a près de 276 magasins Landi en Suisse. Aucun n'appartient à Landi Suisse, mais ils appartiennent aux sociétés agricoles régionales Landi.
Landi Suisse publie aussi une revue nommée Landi Contact qui est diffusée auprès des sociétaires et actionnaires des différentes sociétés Landi de Suisse. Elle fournit aussi d'autres services tels que des prévisions météorologiques par le biais de LANDI Météo.

### Source
- (de) Cet article est partiellement ou en totalité issu de l’article de Wikipédia en allemand intitulé « Landi (Unternehmen) » (voir la liste des auteurs).